# Лонгдэ
Лонгдэ, также Лонгде (Вайли: kLong-sde; санскр.: IAST: Abhyantaravarga; «раздел пространства») — второй из трёх разделов учения и текстов Дзогчен, «раздел Пространства».
Три раздела Дзогчена, как их представил Манджушримитра, — Семдэ («раздел Природы Ума»), Лонгдэ («раздел Пространства») и Мэннгагдэ («Сущностный раздел») — развились от различных подходов разных линий передачи учения. Тем не менее, как отмечает Намкай Норбу Ринпоче, «достигаемое состояние созерцания одинаково для всех трёх разделов». Лонгдэ относится к линии передачи Вайрочаны, который получил учения Семдэ и Лонгдэ в Индии от Шри Симхи.

## Отличие Лонгдэ от других разделов Дзогчена
В каждом из разделов Дзогчена — Семдэ, Лонгдэ и Мэннгагдэ — учитель даёт прямую передачу, прямое введение в состояние Дзогчен (ригпа), и ни один из них не является постепенным путём, хотя каждый из них имеет свой особый подход. В каждом из разделов есть свой способ введения в созерцание: в Мэннгагдэ — принцип Прямого Введения, в Лонгдэ — Символическое Введение, в Сэмде — Устное Введение. 
Раздел Лонгдэ связан со вторым заветом Гараба Дордже — устранить сомнения относительно полученного прямого введения в природу своего сознания (от мастера). Буквально лонг (Вайли: klong) означает «обширный простор неба», и подход в Лонгдэ к созерцанию более прямой, непосредственный и широкий. Четыре практики Лонгде для вхождение в ригпа называются четырьмя знаками, и они практикуются вместе, а не последовательно, как четыре йоги в Семдэ.
Согпо Тентар разъясняет воззрение Лонгдэ следующим образом:

 Лонгдэ утверждает, что все проявляющееся, подобно звездам и планетам в небе, является игрой самовозникающих качеств коренной осознанности в необъятном пространстве всеобъемлющей природы, Самантабхадры. В отличие от Сэмде, Лонгдэ не утверждает, что феномены являются проявлением энергии и действия (ума). — Тулку Тхондуп Ринпоче «Ум Будды. Антология текстов Лонгченпы по Дзогпа Ченпо» 

## Четыре символа раздела Лонгдэ
В Лонгдэ имеется четыре знака или символа (да), используемых для вхождения в созерцание, и практикуемых одновременно:
1. Сэлва — «ясность» — открытые глаза, всё видение объединено.
2. Митогпа — «пустота» — глаза сосредоточены на пустом пространстве, не мигая, а возникающие мысли не отвлекают.
3. Дэва — «ощущение блаженства» — практикующий находится в полном присутствии, но ощущение как будто тела нет совсем.
4. Йермэд — «нераздельность» — объединение символов сэлва, митогпа и дэва, вводящее практика в созерцание и практику Дзогчена.

## Тантры раздела Лонгдэ
Тантры Лонгдэ были принесены в Тибет Вималамитрой и Вайрочаной. Авторитетный Учитель Дзогчен Гьюрмед Цвеванг Чогдруб перечисляет среди основных тантр Лонгдэ следующие:
1. Лонгчен Рабджам Гьялпо (тиб. ཀློང་ཆེན་རབ་འབྱམས་རྒྱལ་པོ, Вайли klong chen rab 'byams rgyal po, «Владыка безмерного пространства»)
2. Кунту Сангпо Намкаче (тиб. ཀུན་ཏུ་བཟང་པོ་ནམ་མཁའ་ཆེ, Вайли kun tu bzang po nam mkha' che, «Великое пространство Самантабхадры»)
3. Ригпа Рангцэл Шарва (тиб. རིག་པ་རང་རྩལ་ཤར་བ, Вайли rig pa rang rtsal shar ba, «Самопроявленная энергия ригпа»)
4. Дам-нгаг Нацог Кхорло (тиб. གདམས་ངག་སྣ་ཚོགས་འཁོར་ལོ, Вайли gdams ngag sna tshogs 'khor lo, «Колесо всех советов»
5. Паглам Кодпа (тиб. འཕགས་ལམ་བཀོད་པ, Вайли 'phags lam bkod pa, «Путь благородных»)
6. Дордже Семпа Намкай Татанг Ньямпа (тиб. རྡོ་རྗེ་སེམས་དཔའ་ནམ་མཁའི་མཐའ་དང་མཉམ་པ, Вайли rdo rje sems dpa' nam mkha'i mtha' dang mnyam pa, «Равный безмерности пространства Ваджрасаттвы»)
7. Йешей Сангва Дронма (тиб. ཡེ་ཤེས་གསང་བ་སྒྲོན་མ, Вайли ye shes gsang ba sgron ma, «Тайный светоч»)
8. Ринпоче Кхорло (тиб. རིན་པོ་ཆེ་འཁོར་ལོ, Вайли rin po che 'khor lo, «Колесо драгоценностей»)
9. Йшей Сангва (тиб. ཡེ་ཤེས་གསང་བ, Вайли ye shes gsang ba, «Тайна мудрости»)
10. Йшей Дзогпа (тиб. ཡེ་ཤེས་རྫོགས་པ, Вайли ye shes rdzogs pa, «Совершеннство мудрости»)
11. Чанчжуб Кьисем Кунла Джигпа Намтаг Тонпа (тиб. བྱང་ཆུབ་ཀྱི་སེམས་ཀུན་ལ་འཇུག་པ་རྣམ་དག་སྟོན་པ, Вайли byang chub kyi sems kun la 'jug pa rnam dag ston pa, «Чистый учитель, вводящий в Бодхичитту»)
12. Чанчжуб Кьисем Дордже Одтро (тиб. བྱང་ཆུབ་ཀྱི་སེམས་རྡོ་རྗེ་འོད་འཕྲོ, Вайли byang chub kyi sems rdo rje 'od 'phro, «Лучи света ваджры Бодхичитты»)